# Ligne Seibu Kokubunji
La ligne Seibu Kokubunji (西武国分寺線, Seibu-Kokubunji-sen) est une ligne ferroviaire de la compagnie privée Seibu à Tokyo au Japon. Elle relie la gare de Kokubunji à celle de Higashi-Murayama.
Sur les cartes, la ligne Kokubunji est de couleur verte et les stations sont identifiées par les lettres SK suivies d'un numéro.

## Histoire
La ligne a été ouverte le 21 décembre 1894.

## Caractéristiques

### Ligne
- Longueur : 7,8 km
- Écartement : 1 067 mm
- Alimentation : 1 500 Vcc par caténaire
- Nombre de voies : Voie unique (avec une section à double voie entre Kokubunji et Koigakubo)

### Tracé
|  |

### Services et interconnexions
La ligne est interconnectée avec la ligne Seibu Shinjuku et la ligne Seibu-en à Higashi-Murayama.

### Liste des gares
La ligne comporte 5 gares, identifiées de SK01 à SK05.
| Numéro | Station          | Nom japonais | Distance (km) | Correspondances                                              | Localisation    |
| ------ | ---------------- | ------------ | ------------- | ------------------------------------------------------------ | --------------- |
| SK01   | Kokubunji        | 国分寺       | 0             | Seibu : Tamako JR East : Chūō                                | Kokubunji       |
| SK02   | Koigakubo        | 恋ヶ窪       | 2,1           |                                                              | Kokubunji       |
| SK03   | Takanodai        | 鷹の台       | 3,6           |                                                              | Kodaira         |
| SK04   | Ogawa            | 小川         | 5,1           | Seibu : Haijima                                              | Kodaira         |
| SK05   | Higashi-Murayama | 東村山       | 7,8           | Seibu : Shinjuku (interconnexion), Seibu-en (interconnexion) | Higashimurayama |

## Matériel roulant

### Actuel
La ligne Kokubunji est parcourue par des trains suivants.

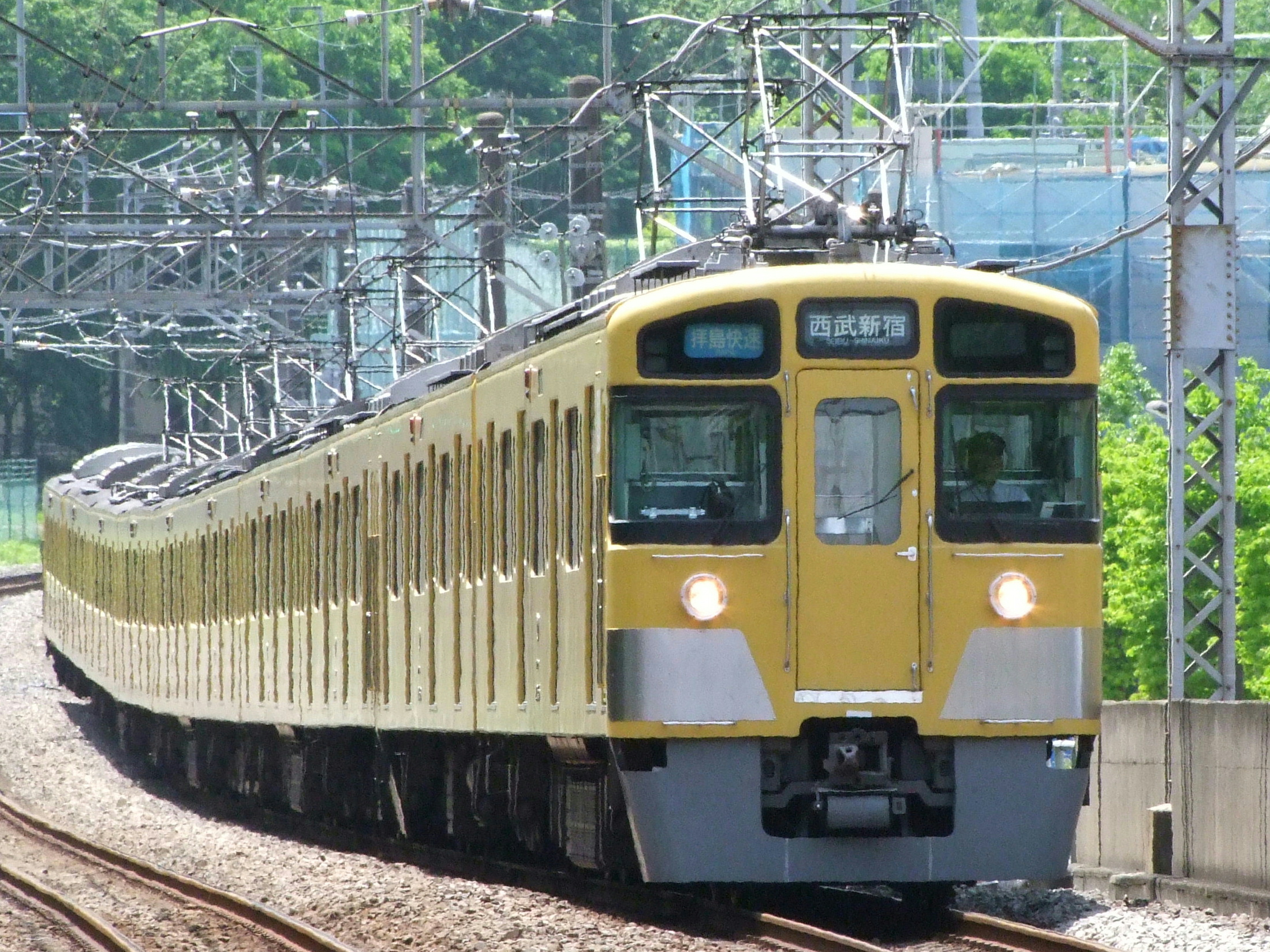
Seibu série 2000

### Ancien

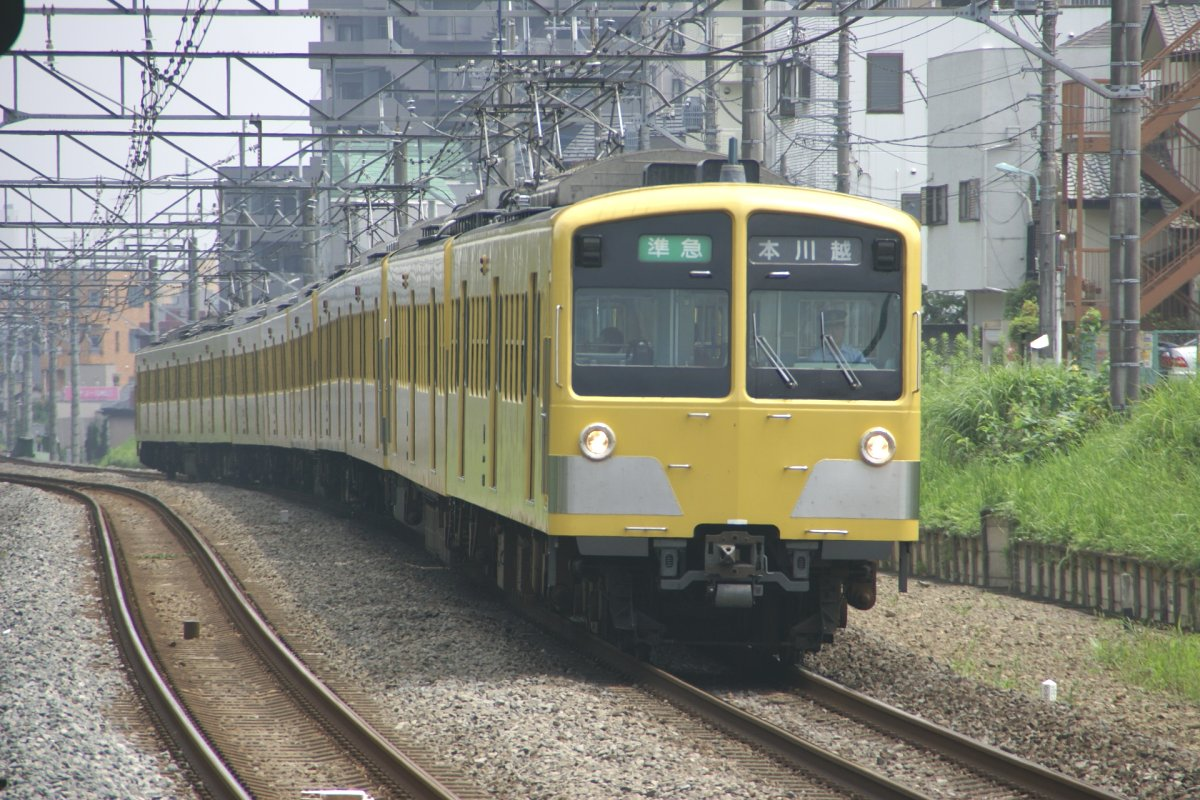
Seibu série 101
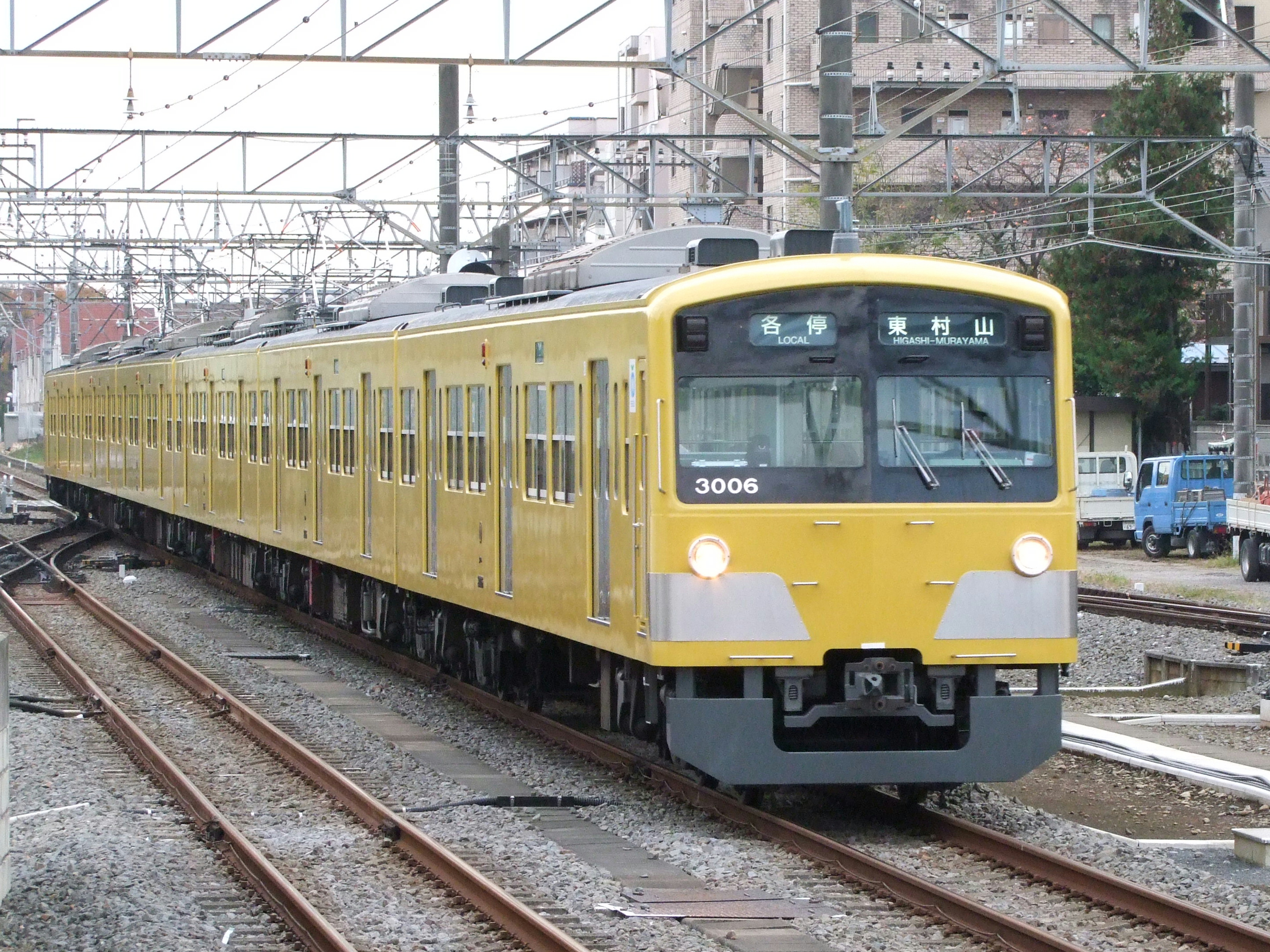
Seibu série 3000